# Hr交响乐团
法兰克福广播交响乐团是德国黑森广播公司旗下的交响乐团，位于法兰克福。

## 历史
法兰克福广播交响乐团1929年正式成立，名为“法兰克福广播公司交响乐团”（Frankfurter Rundfunk-Symphonie-Orchester），首任指挥是奥地利指挥家汉斯·罗斯鲍德。罗斯鲍德任职期间，在传统曲目基础上发展当代音乐，作曲家勋伯格曾多次做客并交付作品给乐团首演。1933年纳粹掌权后开始的一体化运动令乐团开除了所有的犹太裔成员，法兰克福广播公司也于1934年更名为“法兰克福帝国广播”。二战中广播公司原址毁于一旦，1945年六月，美国占领区军政府将广播公司连同乐团迁至巴特瑙海姆。1946年，首届“现代音乐周”（后更名为“新音乐周”）在巴特瑙海姆举办。
1950年10月17日，乐团更名为“黑森广播公司交响乐团”（Sinfonie-Orchester des Hessischen Rundfunks），从此经常来乐团担任客座指挥的有卡尔·伯姆、恩斯特·克热内克、布鲁诺·马德纳、韦尔纳·埃克、鲁道夫·肯普、保罗·欣德米特、沃尔夫冈·萨瓦利希等等。这一时期乐团的首席指挥是奥托·马策拉特（1955－1961年）和查尔斯·迪安·狄克逊（1961－1974年）。奥托·马策拉特在传统古典乐和当代音乐之外指导了一批歌剧作品，包括《玫瑰骑士》、《费德里奥》、《糖果屋》、《俄狄浦斯王》等等。迪安·狄克逊是欧洲首位黑人首席指挥，他带领乐团在东欧社会主义国家的巡演广受好评。
1971年7月11日，乐团更名为“法兰克福广播交响乐团”（Radio-Sinfonie-Orchester Frankfurt）。首席指挥伊利亞胡·殷巴爾（1974－1990年）确立了乐团在布鲁克纳和马勒作品演绎方面的领先地位。乐团1981年迁至修缮后的法兰克福旧歌剧院，还在美国和日本进行了首次巡演。
乐团2005年再次更名并沿用至今：“黑森广播交响乐团”（hr-Sinfonieorchester），国际上习惯称之为“法兰克福广播交响乐团”（Frankfurt Radio Symphony），该英语名称2015年起也附在了乐团标志上。2006至2013年的首席指挥帕沃·耶尔维进一步扩展了乐团的曲目范围，录制了布鲁克纳、尼尔森、马勒等人的系列作品，获奖颇多。2013年卸任后，帕沃·耶尔维成为乐团荣誉指挥。2014年起，乐团首席指挥由哥伦比亚裔指挥家安德烈斯·奥罗斯科-埃斯特拉达接任。2021年起，樂團現任首席指揮為亞美尼亞裔法國指揮家艾倫·阿爾蒂諾格呂。

## 历任首席指挥
- 汉斯·罗斯鲍德（1929－1937年）
- 奥托·弗里克赫费尔（德语：Otto Frickhoeffer）（1937－1945年）
- 库尔特·施罗德（英语：Kurt Schröder）（1946－1953年）
- 奥托·马策拉特（德语：Otto Matzerath）（1955－1961年）
- 查尔斯·迪安·狄克逊（1961－1974年）
- 伊利亞胡·殷巴爾（1974－1990年）
- 德米特里·基塔延科（英语：Dmitri Kitayenko）（1990－1997年）
- 休·沃尔夫（英语：Hugh Wolff）（1997－2006年）
- 帕沃·耶尔维（2006－2013年）
- 安德烈斯·奥罗斯科-埃斯特拉达（2014年－2021年）
- 艾倫·阿爾蒂諾格呂（英语：Alain Altinoglu）（2021年至今）